# Yacouba Sylla
Yacouba Sylla (Étampes, Franciaország, 1990. november 29. –) francia születésű mali labdarúgó, aki a Panathinaikószban játszik középpályásként.

## Pályafutása

### Ifiként
Sylla szülővárosa csapatában, a Párizs közeli Étampes-ban kezdett el futballozni 1995-ben. 2002-ben a CSF Brétigny akadémiájára került, ahol olyan francia válogatott labdarúgók is megfordultak, mint Patrice Evra vagy Jimmy Briand. Négy évet töltött ott, majd olyan alsó-normandiai klubokat járt meg, mint az AS Montferrand, az SC Malesherbes és az SM Caen. 2009-ben amatőr szerződést kötött a Clermont Foottal. A 2009/10-es szezont a tartalék csapatnál töltötte, ahol 17 meccsen játszott és egy gólt szerzett.

### Clermont Foot
A Clermont menedzsere, Michel Der Zakarian a 2010/11-es idényre felvitte az első csapathoz. 2010. október 15-én, egy Le Mans elleni bajnokin debütált és végigjátszotta a 2-0-s vereséggel végződő meccset. Teljesítménye miatt a német VfB Stuttgart és az olasz Udinese is felfigyelt rá. Csapata nem akart megválni tőle, ezért 2010. november 22-én 2014-ig szóló profi szerződést adtak Syllának.

### Aston Villa
2013. január 31-én az Aston Villa leigazolta Syllát és három és fél éves szerződést adott neki. A 18-as számú mezt kapta meg a csapatnál, melyet korábban Emile Heskey viselt.

## Válogatott

### Franciaország
A mali felmenőkkel rendelkező Sylla Franciaországban született, így eldönthette, hogy a francia vagy a mali válogatottban szeretne-e játszani. Az U21-es francia válogatottban 2011. március 24-én mutatkozott be, Spanyolország ellen. A 3-2-es sikerrel végződő találkozó utolsó pár percében állt be csereként, Antoine Griezmann helyére.

### Mali
A 2012/13-as idény vége felé nyújtott jó teljesítménye miatt a Mali labdarúgó-szövetség felkérte Syllát, hogy szerepeljen a mali válogatottban. 2013. május 28-án, egy Bretagne elleni nemhivatalos barátságos meccsen mutatkozott be, melyet az afrikaiak 1-0-ra elveszítettek.
Hivatalos mérkőzésen 2013. június 9-én debütált, egy Ruanda elleni világbajnoki selejtezőn, amikor a 70. percben csereként váltotta Tongo Doumbiát. Hét nappal később, Benin ellen már kezdő volt és végig a pályán volt a 2-2-es meccsen.

## Külső hivatkozások
- Yacouba Sylla pályafutásának statisztikái a Soccerbase oldalon (angolul)

- Adatlapja az Aston Villa honlapján